# Seznam medailistů na mistrovství světa – maraton
Maratonský běh patří do programu mistrovství světa od prvního ročníku v roce 1983. 

## Rekordmani mistrovství světa v atletice

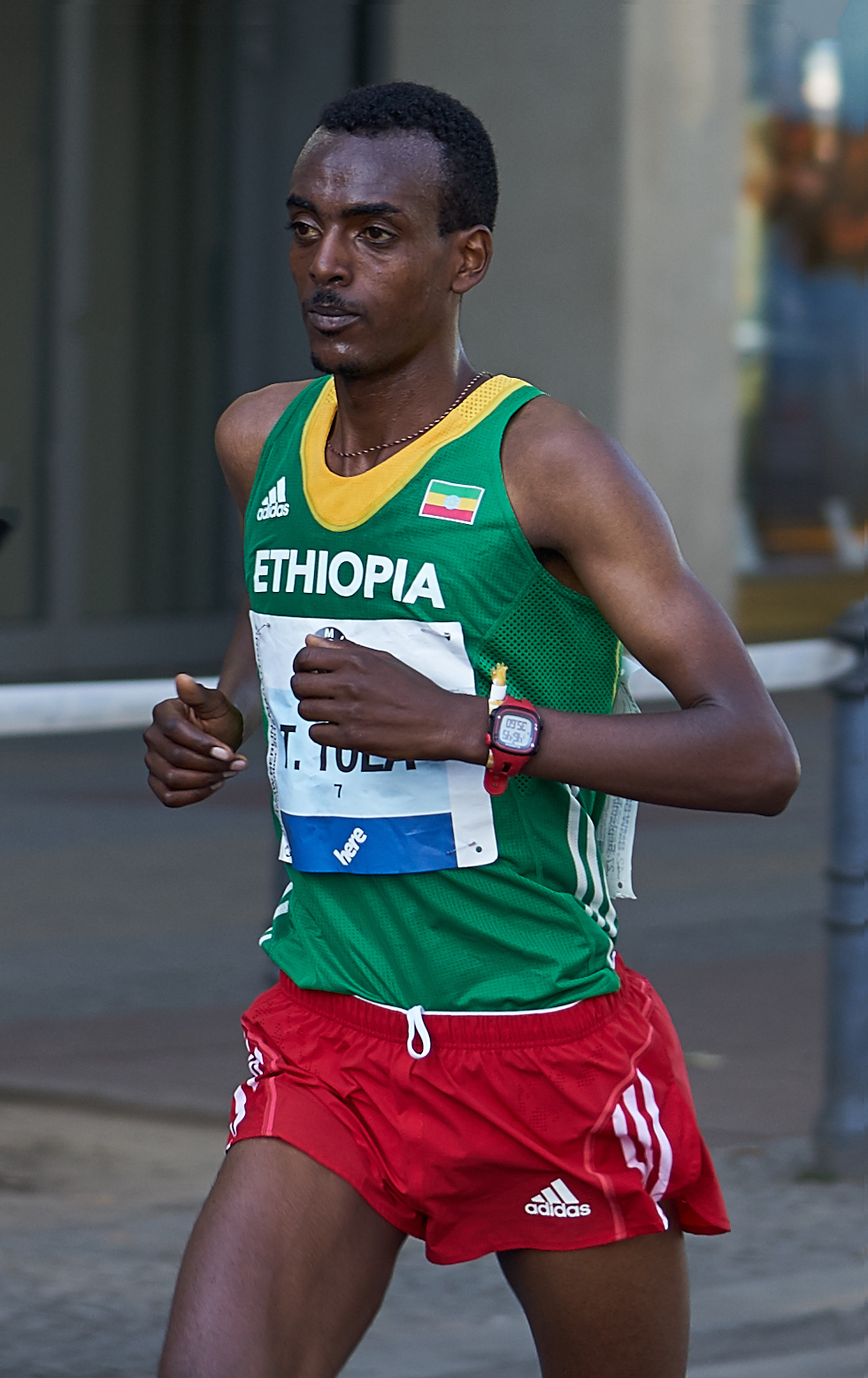
Muži -  Tamirat Tola
Ženy -  Gotytom Gebreslaseová

### Muži
| Rok     | Místo     | Zlato                 | Výkon vítěze  | Stříbro            | Bronz                   |
| ------- | --------- | --------------------- | ------------- | ------------------ | ----------------------- |
| MS 1983 | Helsinky  | Robert de Castella    | 2:10:03       | Kebede Balacha     | Waldemar Cierpinski     |
| MS 1987 | Řím       | Douglas Wakiihuri     | 2:11:48       | Ahmed Salah        | Gelindo Bordin          |
| MS 1991 | Tokio     | Hiromi Taniguči       | 2:14:57       | Ahmed Salah        | Steve Spence            |
| MS 1993 | Stuttgart | Mark Plaatjes         | 2:13:57       | Lucketz Swartbooi  | Bert van Vlanderen      |
| MS 1995 | Göteborg  | Martín Fiz            | 2:11:41       | Dionicio Cerón     | Luíz Antônio dos Santos |
| MS 1997 | Athény    | Abel Antón            | 2:13:16       | Martín Fiz         | Steve Moneghetti        |
| MS 1999 | Sevilla   | Abel Antón            | 2:13:36       | Vincenzo Modica    | Nobujuki Sato           |
| MS 2001 | Edmonton  | Gezahegne Abera       | 2:12:42       | Simon Biwott       | Stefano Baldini         |
| MS 2003 | Paříž     | Jaouad Gharib         | 2:08:31       | Julio Rey          | Stefano Baldini         |
| MS 2005 | Helsinky  | Jaouad Gharib         | 2:10:10       | Christopher Isegwe | Cujoši Ogata            |
| MS 2007 | Ósaka     | Luke Kibet            | 2:15:58       | Mubarak Hasan Šami | Viktor Röthlin          |
| MS 2009 | Berlín    | Abel Kirui            | 2:06:54       | Emmanuel Mutai     | Tsegay Kebede           |
| MS 2011 | Tegu      | Abel Kirui            | 2:07:38       | Vincent Kipruto    | Feyisa Lilesa           |
| MS 2013 | Moskva    | Stephen Kiprotich     | 2:09:51       | Lelisa Desisa      | Tadese Tola             |
| MS 2015 | Peking    | Ghirmay Ghebreslassie | 2:12:27       | Yemane Tsegay      | Munyo Solomon Mutai     |
| MS 2017 | Londýn    | Geoffrey Kirui        | 2:08:26       | Tamirat Tola       | Alphonce Simbu          |
| MS 2019 | Dauhá     | Lelisa Desisa         | 2:10:40       | Mosinet Geremew    | Amos Kipruto            |
| MS 2022 | Eugene    | Tamirat Tola          | 2:05:36 – RMS | Mosinet Geremew    | Bashir Abdi             |
| MS 2023 | Budapešť  | Victor Kiplangat      | 2:08:53       | Maru Teferi        | Leul Gebresilase        |

### Ženy
| Rok     | Místo     | Zlato                 | Výkon vítěze  | Stříbro               | Bronz                     |
| ------- | --------- | --------------------- | ------------- | --------------------- | ------------------------- |
| MS 1983 | Helsinky  | Grete Waitzová        | 2:28:09       | Marianne Dickersonová | Raisa Smechnovová         |
| MS 1987 | Řím       | Rosa Motaová          | 2:25:17       | Zoja Ivanovová        | Jocelyne Villetonová      |
| MS 1991 | Tokio     | Wanda Panfilová       | 2:29:53       | Sačiko Jamašita       | Katrin Dörreová           |
| MS 1993 | Stuttgart | Džunko Asariová       | 2:30:03       | Manuela Machadová     | Tomoe Abe                 |
| MS 1995 | Göteborg  | Manuela Machadová     | 2:25:39       | Anuţa Cătună          | Ornella Ferrara           |
| MS 1997 | Athény    | Hiromi Suzukiová      | 2:29:48       | Manuela Machadová     | Lidia Șimonová            |
| MS 1999 | Sevilla   | Čong Song-ok          | 2:26:59       | Ari Ičihaši           | Lidia Șimonová            |
| MS 2001 | Edmonton  | Lidia Șimonová        | 2:26:01       | Reiko Tosaová         | Světlana Zacharovová      |
| MS 2003 | Paříž     | Catherine Ndereba     | 2:23:55       | Mizuki Nogučiová      | Masako Čibaová            |
| MS 2005 | Helsinky  | Paula Radcliffová     | 2:20:57       | Catherine Ndereba     | Constantina Tomescuová    |
| MS 2007 | Ósaka     | Catherine Ndereba     | 2:30:37       | Čou Čchun-siou        | Reiko Tosaová             |
| MS 2009 | Berlín    | Paj Süe               | 2:25:15       | Jošimi Ozakiová       | Aselefech Mergiaová       |
| MS 2011 | Tegu      | Edna Kiplagatová      | 2:28:43       | Priscah Jeptoová      | Sharon Cheropová          |
| MS 2013 | Moskva    | Edna Kiplagatová      | 2:25:44       | Valeria Straneová     | Kajoko Fukušiová          |
| MS 2015 | Peking    | Mare Dibabaová        | 2:27:35       | Helah Kipropová       | Eunice Kirwaová           |
| MS 2017 | Londýn    | Rose Chelimová        | 2:27:11       | Edna Kiplagatová      | Amy Craggová              |
| MS 2019 | Dauhá     | Ruth Chepngetichová   | 2:32,43       | Rose Chelimová        | Helalia Johannesov        |
| MS 2022 | Eugene    | Gotytom Gebreslaseová | 2:18,11 – RMS | Judith Korirová       | Lonah Chemtai Salpeter    |
| MS 2023 | Budapešť  | Amane Berisová        | 2:24,23       | Gotytom Gebreslaseová | Fatima Ezzahra Gardadiová |